# Milan Korec
Milan Korec (* 1951 Plzeň) je československý basketbalista, vysoký 184 cm.
V družstvu Lokomotiva Plzeň jeho trenérem byl Miloš Sládek. V československé basketbalové lize hrál celkem 9 sezón (1970–1979), z toho za klub Spartak Sokolovo / Sparta Praha 5 sezón (1970–1975) s nímž získal tři čtvrtá a dvě šestá místa, Baník Ostrava tři sezóny (1975–1979) a Dukla Olomouc jednu sezónu (1976–1977). V československé basketbalové lize zaznamenal celkem 2306 bodů.
Za reprezentační družstvo Československa v letech 1971–1973 hrál celkem 43 zápasů. Za Československo hrál také na Mistrovství Evropy juniorů v roce 1970 (Athény, Řecko), skončili na 8. místě, odehrál 5 zápasů a zaznamenal 34 bodů. 

## Hráčská kariéra

### kluby
- Lokomotiva Plzeň
- 1970–1975 Sparta Praha: 3x 4. místo (1971–1973), 2x 6. místo (1974, 1975), celkem 1211 bodů
- 1975–1976, 1977–1979 Baník Ostrava: 6. místo (1978), 8. místo (1976), 9. místo (1979)
- 1970–1975 Dukla Olomouc: 6. místo (1976)
- Československá basketbalová liga 9 sezón (1970–1979) a celkem 2306 bodů

### Československo
- Za reprezentační družstvo mužů Československa v letech 1971–1973 celkem 43 utkání.
- Na Mistrovství Evropy juniorů v roce 1970 (Athémy, Řecko) na 8. místě, celkem 5 zápasů a 34 bodů